# 野牛龍屬
野牛龍屬（學名：Einiosaurus）是角龍科下的中型恐龍，屬於角龍亞科，其化石在美國蒙大拿州的雙麥迪遜組發現，年代為上白堊紀，約為7,500萬年前。屬名是阿爾岡昆語「野牛」與古希臘文「蜥蜴」的意思，而種小名則是拉丁文及古希臘文「向前彎的角」的意思。

## 化石

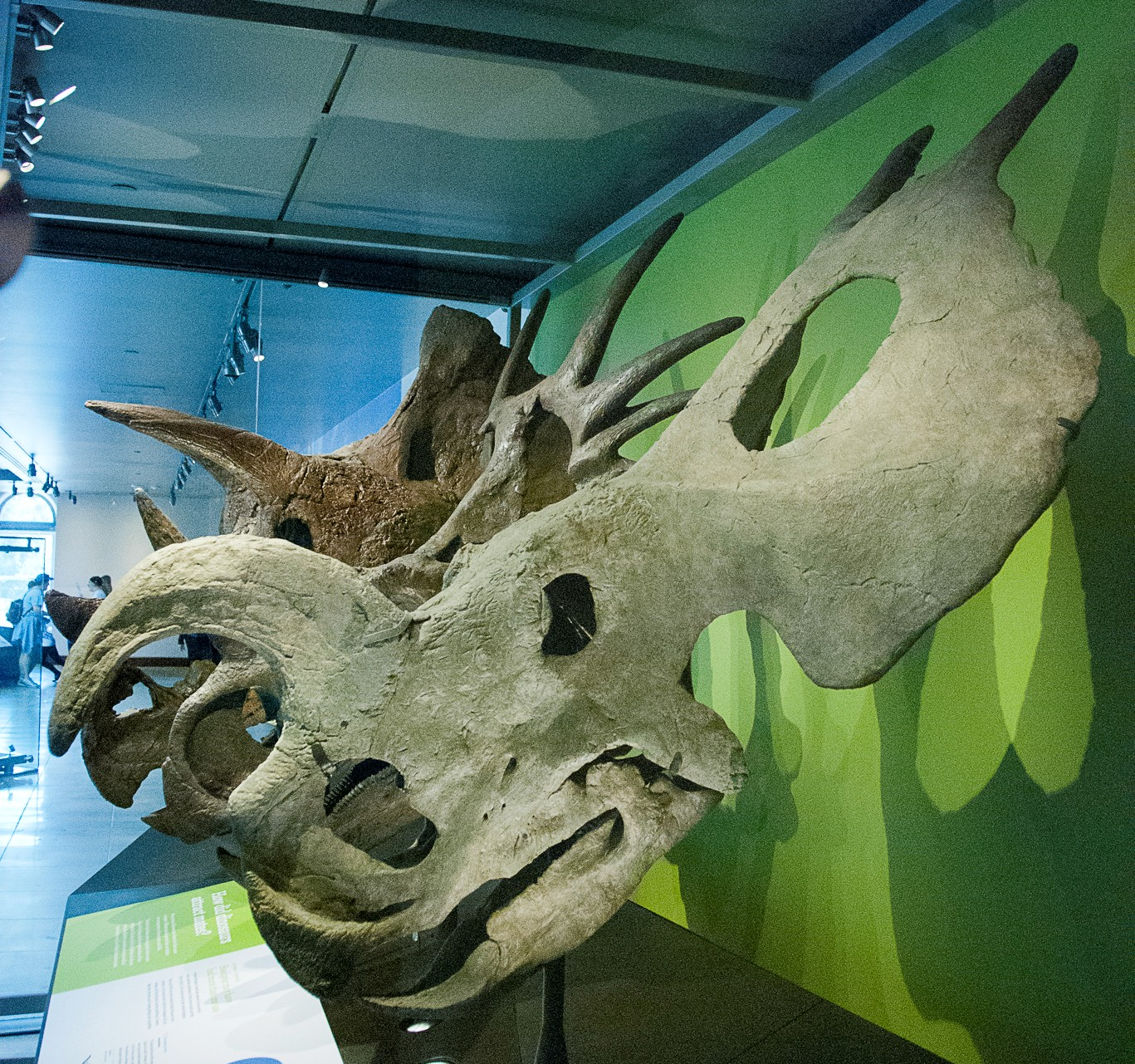
野牛龍的重建頭顱骨，洛杉磯自然史博物館

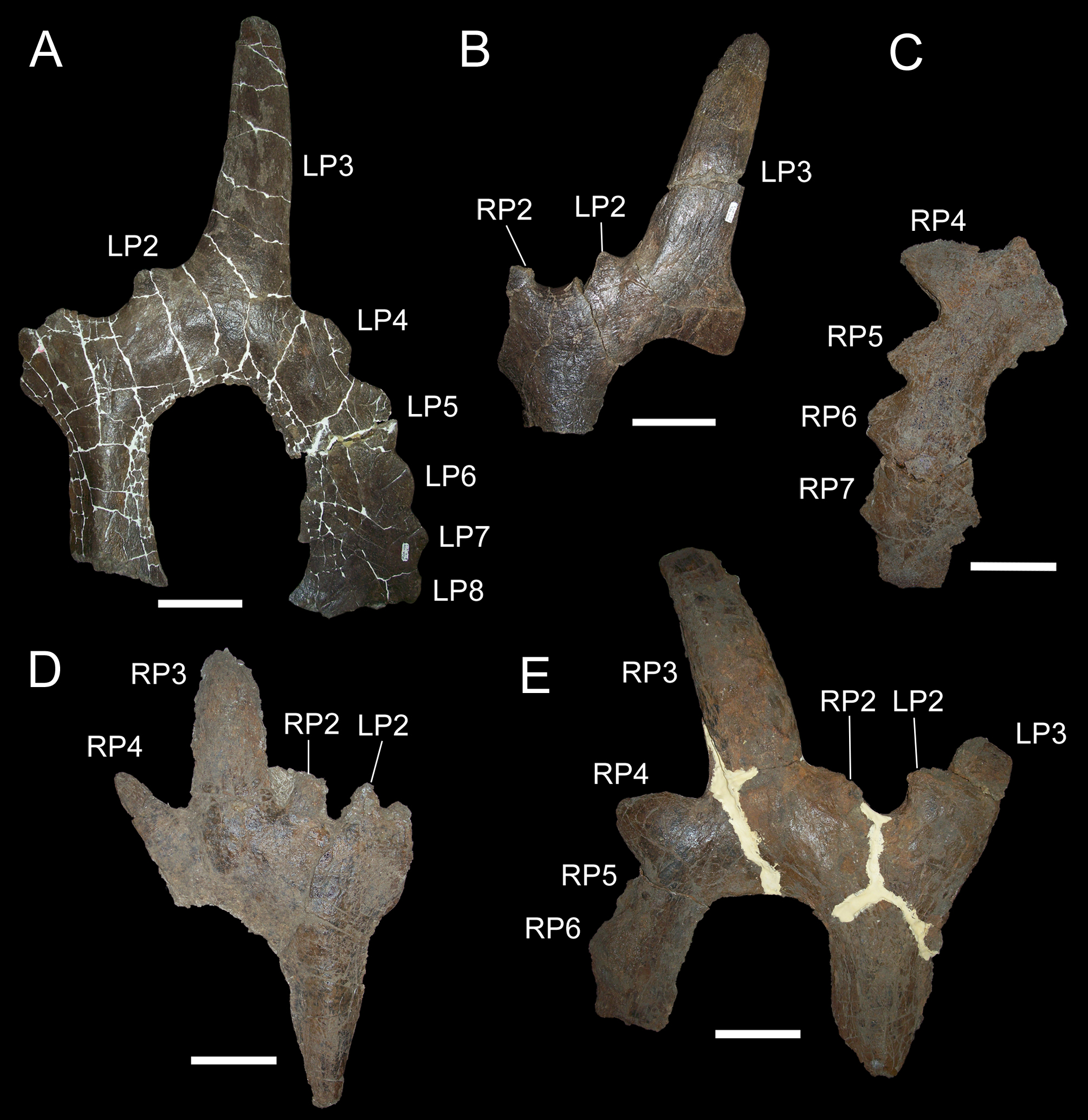
正模標本的頂骨

野牛龍的化石只有在美國蒙大拿州被發現，所有已知的化石現都存放在蒙大拿州落磯山博物館。目前已發現最少有15頭不同年齡的野牛龍化石，包含三個頭顱骨，以及發現於兩個低密度屍骨層的上百件骨頭。這些化石都是由傑克·霍納（Jack Horner）在1985年發現，並由落磯山博物館的挖掘隊伍在之後4年間陸續挖出。這些屍骨層原先被認為包括了戟龍的新種化石。在1990年，斯特芬·柯瑞克斯（Stephen Czerkas）在一份文獻裡用「"Styracosaurus makeli"」，使用在這些化石，但沒有經過正式研究的發表，因此是個無資格名稱。在1992年，傑克·霍納將個屍骨層的角龍類化石，分類為Type A、B、與C，共計三個未命名種。在1995年，史考特·山普森（Scott D. Sampson）將Type B正式描述及命名為野牛龍屬，正模標本為編號MOR 456標本；他也把相同屍骨層的Type A命名為河神龍屬。

## 描述
野牛龍是草食性恐龍，身長被估計可達4.5公尺長，體重被估計約1.3公噸。野牛龍的口鼻部狹窄、前端尖，牠們通常被描繪成有一個低矮、大幅向前彎的鼻角，就像一個開瓶器，不過這個角可能只在成年個體中才有。野牛龍與有明顯額角的角龍科（如三角龍）不同，牠們的額角是較低、較短。野牛龍的頭盾較小型，頂端有一對大的頸盾緣骨突，向後方延伸。

## 埋葬學及古生物學
低密度的屍骨層代表有群體動物在災難（如旱災或洪水）中集體死去。這證實了野牛龍及其他的尖角龍亞科（如厚鼻龍及尖角龍）都是群居的動物，就像現今的美洲野牛或角馬。相反地，開角龍亞科（如三角龍及牛角龍）通常被發現的是單獨的化石，因此牠們被認為是獨居的動物，不過有足跡化石推翻這種假說。在2010年，一群科學家研究野牛龍的多個化石，發現野牛龍的成長快速，直到三至五歲時，生長速率才緩慢下來，可能是未達到性成熟
就像其他的角龍科，牠有複雜的齒系可以咬碎最粗糙的植物。野牛龍生存於內陸環境。
野牛龍的化石發現於蒙大拿州的雙麥迪遜組，地質年代為白堊紀晚期的坎潘階中晚期，約7450萬到7400萬年前。同期的恐龍包括：基礎鳥腳下目的奔山龍、鴨嘴龍科的亞冠龍、慈母龍及原櫛龍、甲龍科的埃德蒙頓甲龍及包頭龍、暴龍科的懼龍，以及小型的獸腳亞目斑比盜龍、纖手龍及傷齒龍，反鳥亞綱的鳥龍鳥，及角龍科的短角龙及河神龍。野牛龍生活於溫暖及半乾燥的季節性環境。其他與野牛龍一同發現的化石包括有雙殼綱及腹足綱，野牛龍的骨頭被認為是埋在淺湖之中。

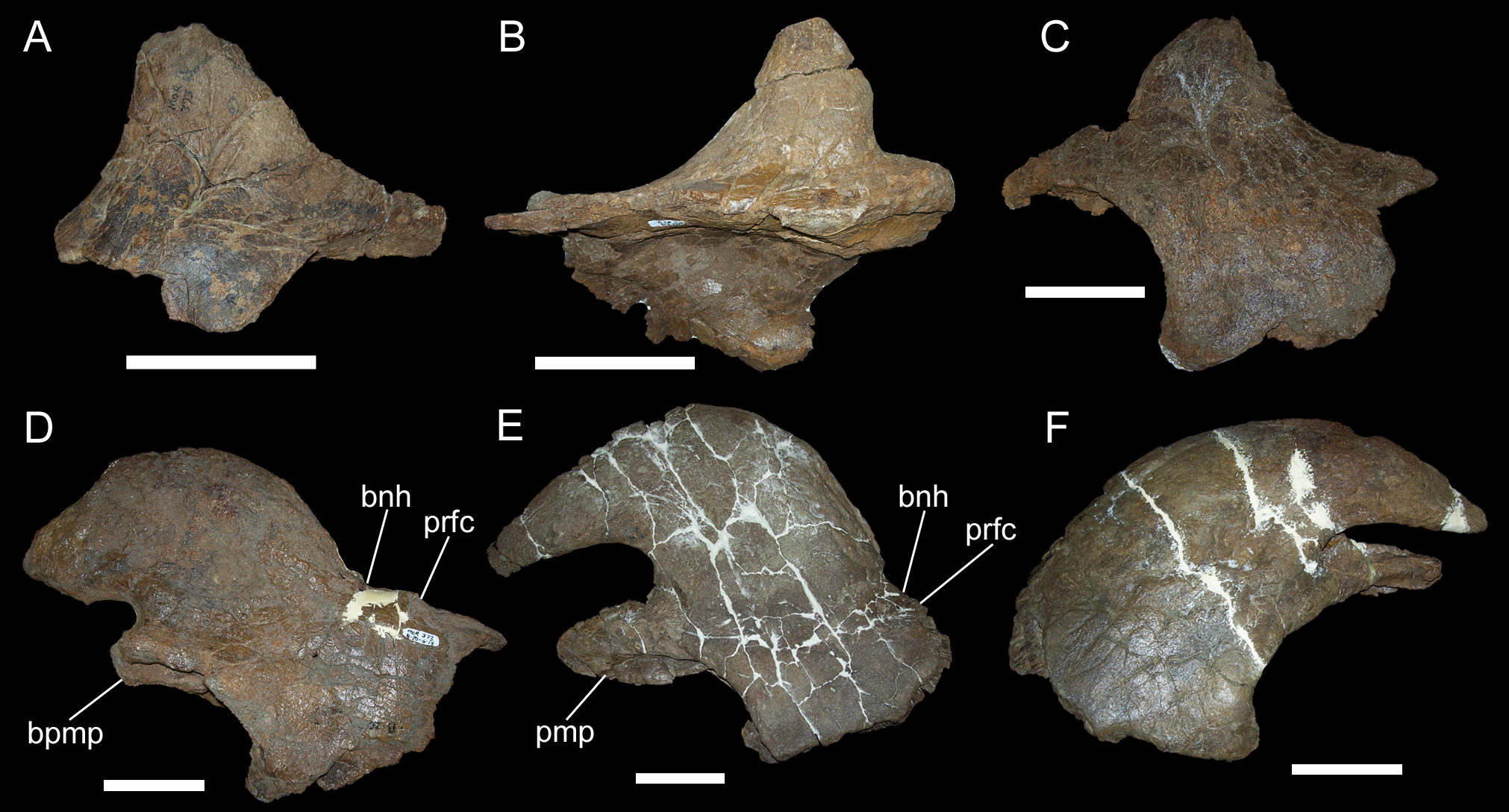
不同個體的鼻角化石

## 種系發生學
野牛龍在尖角龍亞科中的種系發生學位置有些爭議，這是由於野牛龍頭顱骨有幾個過渡性的特徵，牠們的最近親應為尖角龍及戟龍，或是河神龍及厚鼻龍。後來有假說指出野牛龍是厚鼻龍族演化過程中的最早期物種，其後為河神龍及厚鼻龍，鼻角逐漸演化成圓形隆起，而頭盾亦發展得更為複雜。不論哪一個假說是正確的，野牛龍似乎是在尖角龍亞科演化的中間位置。

## 外部連結
- 恐龍博物館——野牛龍 （页面存档备份，存于）
- Einiosaurus （页面存档备份，存于） at DinoData
- Einiosaurus, from the Dinosaur Encyclopaedia at Dino Russ's Lair